# Arà
Arà è una lampada progettata dal designer francese Philippe Starck nel 1988 per l'azienda italiana d'arredamento ed illuminazione FLOS. Questa lampada da tavolo Ara' originale e ultramoderna, illustra la volontà di FLOS di unire il talento creativo di grandi designers e il lavoro tecnico high-tech.

## Descrizione

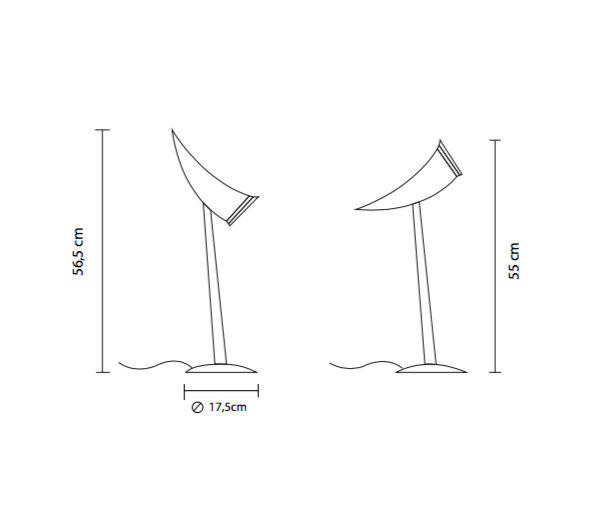
Descrizione tecnica Lampada Arà

Consiste in una lampada da tavolo composta da un'asta finissima in tubo d'acciaio sulla quale è posizionata una testa in zamak, veramente originale: un corno cromato, elemento etnico completamente rivisitato e reso moderno dal suo creatore. Questa lampada-scultura è dotata inoltre di una testa orientabile che diffonde una luce diretta, ovunque si voglia. La lampada si accende e si spegne muovendo la testa dall'alto verso il basso fatta di lega di zamak pressofusa. La lampada ha un'altezza di 56,5 cm da accesa mentre da spenta arriva ad una altezza di 55 cm. Il diametro della base della lampada è di 17,5 cm ed un peso di 3,12 kg. La lampada ha uno stile vintage, classico, modernista.

## Storia
La lampada Arà come molti oggetti realizzati da Philippe Starck tra gli anni che vanno dal 1980 e il 1990 non sono considerati postmoderni nel senso stretto del termine ma al tempo stesso risentono di alcuni caratteri che rispecchiano questo periodo come la distensione della razionalità, significati particolari, forme eclettiche, irregolarità, incongruità, funzionalità poco chiare. Ciò che però contraddistingue i prodotti di Starck rispetto a quelli degli altri designer dell’epoca era che questi aspiravano alla democraticità, ovvero che fossero prodotti e venduti a prezzi vantaggiosi per poter essere acquistati ed utilizzati da più persone possibili.

## Analisi

### Figurativa
La lampada è formata da una base circolare in acciaio cromato che contiene un contrappeso in piombo ed un'asta che sorregge la testa orientabile a forma di corno.

### Plastica
La lampada è lucida e riflettente, color argenteo monocromatico. Ha linee rette date dall'asta e il movimento viene dato dalla base curvilinea. L'asta è posizionata al centro della base ma rastremata verso l'alto sorreggendo così la testa appuntita. La lampada è rappresentata in un singolo piano visivo accentuandone la lucentezza. Sull'asta e sulla testa si notano delle striature color nero riflettenti e nella parte finale della testa è scavata una linea, forse per valorizzare il fascio di luce. Ogni componente è semplice ed essenziale.

### Valori
- VALORIZZAZIONE PRATICA: la lampada è pratica con un peso pari a 2 kg, lo spostamento   è facilitato da una base piatta e fissa. L’orientamento della testa è regolabile in base alle esigenze del consumatore permettendo una massima praticità per uso quotidiano.
- VALORIZZAZIONE UTOPICA: Il design della lampada è unico nel suo genere, la parte superiore presenta un corno sorretto da un’asta; la parte inferiore è composta da una base curvilinea. (Altezza: 56,5 cm; Base: 17,5 cm).
- VALORIZZAZIONE LUDICA: La lampada, dal design contemporaneo ed innovativo, rispecchia la volontà da parte di Starck di realizzare un prodotto al passo coi tempi. Osservando la forma della lampada possiamo notare una particolare linea geometrica che la contraddistingue e che le dona modernità. Questa linearità geometrica è presente anche in altri prodotti realizzati da Starck come ad esempio nelle sedie (prodotte prima delle lampade). L’accostamento di determinati materiali e colori è ben studiato nella lampada argentea e ci aiuta a comprendere meglio quel pensiero moderno che prevale in Starck e che lo rende unico. Quest’ultimo propone un oggetto che possa essere utile e pratico prima che bello esteticamente e, soprattutto, che possa essere accessibile alla maggioranza del pubblico. Partendo da questi due concetti si arriverà a parlare di “democratic design”.
- VALORIZZAZIONE CRITICA: il prezzo varia dai 560 ai 650€, prezzo abbastanza alto rispetto al prodotto in se. La lampada non è composta da materiali preziosi o costosi ma da semplici materiali utilizzati nelle normalissime lampade. Il nome FLOS gli dà un valore aggiunto permettendosi così di prendere il nome del famoso designer Philippe Starck facendo costare la lampada di più rispetto alle altre.

### Funzionale
L'elemento mobile che contiene anche la sorgente luminosa, non essendo sufficientemente isolato termicamente, si surriscalda in caso di accensioni lunghe. Questo fa sì che per spegnerla l'utente sia costretto a fare pressione con la mano su una superficie di metallo a temperature troppo elevate per essere maneggiate agevolmente.
L'orientamento della luce è possibile solo ruotando la base, mentre la direzione rispetto all'orizzontale è predeterminata, offrendo così poca flessibilità d'uso.
Il movimento della testa della lampada come interruttore richiede un apprendimento specifico, essendo sostanzialmente privo di affordance. 

## Curiosità
- La figlia di Starck si chiama Arà e il nome della lampada è stato dato in occasione della sua nascita.
- La lampada Arà fa parte del “MoMa Design Collection”. Si tratta del primo dipartimento culturale al mondo dedicato all'architettura e al design, fondato nel 1932 al “The Museum of Modern Art” di New York. Fin dalla sua nascita, la collezione è stata costruita sul riconoscimento che l'architettura e il design fossero arti complementari. Tra le 28.000 opere che spaziano da oggetti di design di grandi dimensioni a opere su carta e modelli architettonici, la collezione copre i principali movimenti del ventesimo secolo e le questioni contemporanee. Comprende migliaia di oggetti: elettrodomestici, mobili, tessuti, auto sportive, persino un elicottero.